# Key signing party

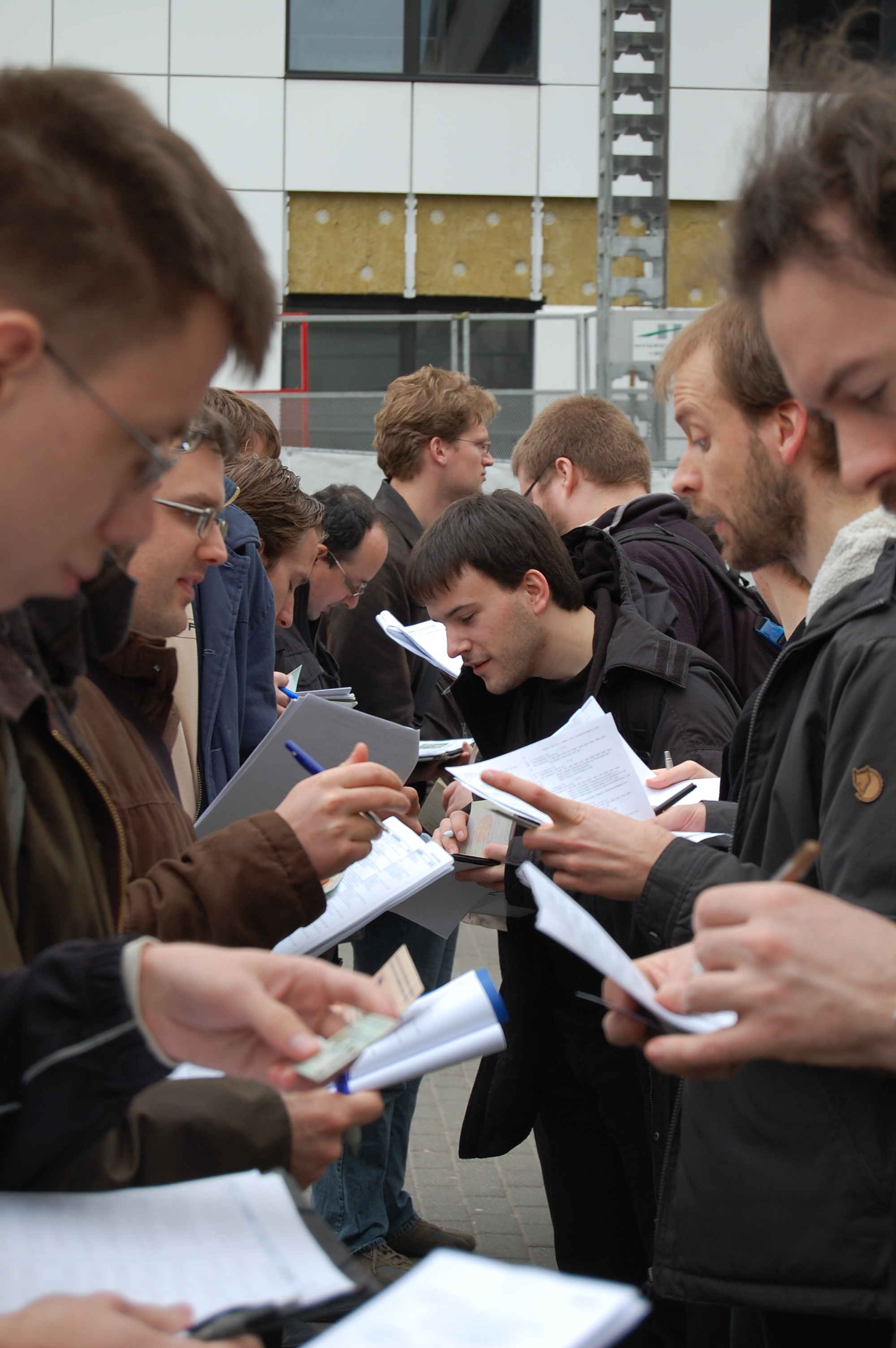
Key signing davanti al FOSDEM 2008

Un key signing party è una riunione di persone che usano il sistema di crittografia PGP e GPG, durante la quale ogni partecipante ha la possibilità di firmare la chiave degli altri. I key signing party aiutano in modo consistente a estendere la propria rete di fiducia, inoltre offrono un'opportunità per discutere di questioni sociali e politiche che riguardano la crittografia forte, la sovranità e le libertà individuali, dell'implementazione di tecnologie crittografiche, o perfino degli sviluppi futuri del software libero per la crittografia.